# Serie A1 1998-1999 (hockey su pista)
La Serie A1 1998-1999 è la 76ª edizione (la 50ª a girone unico) del torneo di primo livello del campionato italiano di hockey su pista. La competizione ha avuto inizio il 17 ottobre 1998 e si è conclusa il 24 aprile 1999.
Lo scudetto è stato conquistato dal Novara per la trentunesima volta nella sua storia, la terza consecutiva.

## Stagione

### Novità
La stagione 1998-1999 della serie A1 vide ai nastri di partenza dodici club. Al torneo hanno partecipato: Amatori Vercelli, Bassano, Breganze, Forte dei Marmi, Valdagno, Modena, Novara, Prato Primavera, Roller Salerno, Scandianese, Sporting 93 Lodi e Trissino.

### Formula
La manifestazione è stata organizzata tramite la disputa di un girone all'italiana, con gare di andata e ritorno per un totale di 22 giornate: erano assegnati 3 punti per l'incontro vinto e un punto a testa per l'incontro pareggiato, mentre non ne è attribuito alcuno per la sconfitta. Al termine del torneo  la prima squadra classificata si è laureata campione d'Italia mentre le squadre classificate dall'11º al 12º posto sono retrocesse in Serie A2 nella stagione successiva.

### Avvenimenti
La stagione 1998-1999 del torneo si è svolta dal 17 ottobre 1998 al 24 aprile 1999. Il torneo venne dominato fin dalle prime battute dal Novara e dall'Amatori Vercelli. Le due squadre terminarono il girone di andata staccate di un solo punto a favore dei gialloverdi di Vercelli capaci di vincere tutti gli incontri e di pareggiare solo lo scontro diretto in casa con il Novara. Lo stesso canovaccio venne mantenuto anche nel girone di ritorno dove alla penultima giornata fu giocato un autentico spareggio presso il Palasport Dal Lago in cui avvenne il deciso sorpasso in classifica del Novara grazie alla vittoria per 3 a 1 nel derby. Il club novarese si laureò per la ventinovesima volta campione d'Italia, ottenendo la qualificazione alla Champions League insieme al Prato Primavera e alla Scandiense (l'Amatori Vercelli non si iscrisse alla massima competizione europea); in Coppa CERS si qualificarono il Roller Salerno e il Bassano. A retrocedere in serie A2 furono il Breganze e il Forte dei Marmi.

## Squadre partecipanti
| Club              | Stagione | Città                   | Impianto              | Stagione precedente                                            |
| ----------------- | -------- | ----------------------- | --------------------- | -------------------------------------------------------------- |
| Amatori Vercelli  | dettagli | Vercelli                | PalaPregnolato        | 1º in Serie A1, finalista play-off scudetto                    |
| Bassano           | dettagli | Bassano del Grappa (VI) | PalaSind              | 9º in Serie A1                                                 |
| Breganze          | dettagli | Breganze (VI)           | PalaFerrarin          | 6º in Serie A1                                                 |
| Forte dei Marmi   | dettagli | Forte dei Marmi (LU)    | PalaForte             | Serie A2, promosso                                             |
| Marzotto Valdagno | dettagli | Valdagno (VI)           | PalaSoldà             | Serie A2, promosso                                             |
| Modena            | dettagli | Modena                  | PalaMolza             | Serie A2, promosso                                             |
| Novara            | dettagli | Novara                  | Palasport Dal Lago    | 2º in Serie A1, vincitore play-off scudetto, campione d'Italia |
| Prato Primavera   | dettagli | Prato                   | PalaRogai             | 3º in Serie A1                                                 |
| Roller Salerno    | dettagli | Salerno                 | PalaTulimieri         | 4º in Serie A1                                                 |
| Scandianese       | dettagli | Scandiano (RE)          | PalaRegnani           | 7º in Serie A1                                                 |
| Sporting 93 Lodi  | dettagli | Lodi                    | PalaCastellotti       | 8º in Serie A1                                                 |
| Trissino          | dettagli | Trissino (VI)           | Palasport di Trissino | 5º in Serie A1                                                 |

### Allenatori e primatisti
| Squadra           | Allenatore                             | Cannoniere (Miglior marcatore nella stagione regolare) |
| ----------------- | -------------------------------------- | ------------------------------------------------------ |
| Amatori Vercelli  | Nino Caricato                          | Osvaldo Raed Oyola (27 reti)                           |
| Bassano           |                                        | Enea Monteforte (34 reti)                              |
| Breganze          |                                        | Davide Mendo (16 reti)                                 |
| Forte dei Marmi   |                                        | Nicola Polacci e Ruben Salinas (17 reti)               |
| Marzotto Valdagno |                                        | Marco Conte (16 reti)                                  |
| Modena            |                                        | Corrado Gozzi (15 reti)                                |
| Novara            | Beniamino Battistella e Livio Parasuco | Alessandro Michielon (70 reti)                         |
| Prato Primavera   | Massimo Mariotti                       | Francesco Dolce (44 reti)                              |
| Roller Salerno    |                                        | Francesco Amato (34 reti)                              |
| Scandianese       |                                        | Daniele Uva (28 reti)                                  |
| Sporting 93 Lodi  |                                        | Riccardo Baffelli (32 reti)                            |
| Trissino          |                                        | Eddy Randon (28 reti)                                  |

## Classifica finale
|  | Pos. | Squadra           | Pt | G  | V  | N | P  | GF  | GS  | DR   |
|  | ---- | ----------------- | -- | -- | -- | - | -- | --- | --- | ---- |
|  | 1.   | Novara            | 62 | 22 | 20 | 2 | 0  | 179 | 49  | +130 |
|  | 2.   | Amatori Vercelli  | 61 | 22 | 20 | 1 | 1  | 110 | 41  | +69  |
|  | 3.   | Prato Primavera   | 42 | 22 | 13 | 3 | 6  | 105 | 78  | +27  |
|  | 4.   | Scandianese       | 42 | 22 | 12 | 6 | 4  | 87  | 69  | +18  |
|  | 5.   | Roller Salerno    | 35 | 22 | 10 | 5 | 7  | 91  | 71  | +20  |
|  | 6.   | Bassano           | 29 | 22 | 8  | 5 | 9  | 99  | 97  | +2   |
|  | 7.   | Trissino          | 24 | 22 | 6  | 6 | 10 | 60  | 76  | -16  |
|  | 8.   | Marzotto Valdagno | 19 | 22 | 5  | 4 | 13 | 54  | 92  | -38  |
|  | 9.   | Modena            | 17 | 22 | 4  | 5 | 13 | 53  | 82  | -29  |
|  | 10.  | Sporting 93 Lodi  | 14 | 22 | 3  | 5 | 14 | 92  | 144 | -52  |
|  | 11.  | Breganze          | 14 | 22 | 4  | 2 | 16 | 56  | 124 | -68  |
|  | 12.  | Forte dei Marmi   | 13 | 22 | 3  | 4 | 15 | 71  | 134 | -63  |

Legenda:
  Squadra vincitrice della Coppa Italia 1998-1999.
  Squadra vincitrice della Coppa di Lega 1998-1999.
      Squadra Campione d'Italia e ammessa alla CERH Champions League 1999-2000.
      Squadre ammesse alla CERH Champions League 1999-2000.
      Squadre ammesse alla Coppa CERS 1999-2000.
      Squadre retrocesse in Serie A2 1999-2000.
Note:
Tre punti a vittoria, uno a pareggio, zero a sconfitta.
Il Prato Primavera prevale sulla Scandiense in virtù della miglior differenza reti generale.
Lo Sporting Lodi prevale sul Breganze in virtù della miglior differenza reti generale.
L'Amatori Vercelli rinuncia a partecipare alla CERH Champions League 1999-2000.

## Risultati
| Andata (1ª) | Andata (1ª) | Prima giornata              | Ritorno (12ª) | Ritorno (12ª) |
|             |             |                             |               |               |
| 17 ott.     | 4-3         | Amatori Vercelli-Breganze   | 6-1           | 27 feb.       |
| 17 ott.     | 1-3         | Marzotto Valdagno-Prato     | 2-5           | 27 feb.       |
| 17 ott.     | 2-2         | Forte dei Marmi-Scandianese | 3-9           | 27 feb.       |
| 17 ott.     | 9-0         | Novara-Trissino             | 7-2           | 27 feb.       |
| 17 ott.     | 1-3         | Modena-Bassano 54           | 3-2           | 27 feb.       |
| 17 ott.     | 3-2         | Salerno-Sporting 93 Lodi    | 3-3           | 27 feb.       |

| Andata (2ª) | Andata (2ª) | Seconda giornata           | Ritorno (13ª) | Ritorno (13ª) |
|             |             |                            |               |               |
| 24 ott.     | 3-1         | Breganze-Marzotto Valdagno | 5-6           | 27 feb.       |
| 24 ott.     | 2-4         | Prato-Amatori Vercelli     | 1-5           | 27 feb.       |
| 24 ott.     | 3-3         | Scandianese-Novara         | 2-7           | 27 feb.       |
| 24 ott.     | 3-3         | Trissino-Forte dei Marmi   | 5-2           | 27 feb.       |
| 24 ott.     | 4-4         | Bassano 54-Salerno         | 0-10          | 27 feb.       |
| 24 ott.     | 2-2         | Sporting 93 Lodi-Modena    | 3-6           | 27 feb.       |

| Andata (3ª) | Andata (3ª) | Terza giornata               | Ritorno (14ª) | Ritorno (14ª) |
|             |             |                              |               |               |
| 31 ott.     | 6-1         | Amatori Vercelli-Scandianese | 4-2           | 6 mar.        |
| 31 ott.     | 5-5         | Marzotto Valdagno-Bassano 54 | 3-3           | 6 mar.        |
| 31 ott.     | 3-4         | Forte dei Marmi-Breganze     | 6-2           | 6 mar.        |
| 31 ott.     | 14-5        | Novara-Sporting 93 Lodi      | 4-13          | 2 mar.        |
| 31 ott.     | 1-2         | Modena-Prato                 | 5-7           | 6 mar.        |
| 31 ott.     | 3-2         | Salerno-Trissino             | 0-0           | 6 mar.        |

| Andata (4ª) | Andata (4ª) | Quarta giornata                    | Ritorno (15ª) | Ritorno (15ª) |
|             |             |                                    |               |               |
| 7 nov.      | 1-8         | Breganze-Novara                    | 3-17          | 9 mar.        |
| 7 nov.      | 7-2         | Prato-Salerno                      | 3-3           | 9 mar.        |
| 7 nov.      | 4-1         | Scandianese-Modena                 | 2-2           | 9 mar.        |
| 7 nov.      | 0-3         | Trissino-Amatori Vercelli          | 2-7           | 9 mar.        |
| 7 nov.      | 9-4         | Bassano 54-Forte dei Marmi         | 3-3           | 9 mar.        |
| 7 nov.      | 1-1         | Sporting 93 Lodi-Marzotto Valdagno | 7-2           | 9 mar.        |

| Andata (5ª) | Andata (5ª) | Quinta giornata                  | Ritorno (16ª) | Ritorno (16ª) |
|             |             |                                  |               |               |
| 14 nov.     | 4-2         | Amatori Vercelli-Bassano 54      | 6-4           | 13 mar.       |
| 14 nov.     | 3-0         | Marzotto Valdagno-Trissino       | 1-3           | 13 mar.       |
| 14 nov.     | 3-6         | Forte dei Marmi-Sporting 93 Lodi | 4-11          | 13 mar.       |
| 14 nov.     | 8-3         | Novara-Prato                     | 6-5           | 13 mar.       |
| 14 nov.     | 1-1         | Modena-Breganze                  | 4-1           | 13 mar.       |
| 14 nov.     | 4-3         | Salerno-Scandianese              | 3-4           | 18 mar.       |

| Andata (6ª) | Andata (6ª) | Sesta giornata                    | Ritorno (17ª) | Ritorno (17ª) |
|             |             |                                   |               |               |
| 12 gen.     | 4-8         | Breganze-Salerno                  | 3-12          | 20 mar.       |
| 12 gen.     | 10-5        | Prato-Forte dei Marmi             | 4-3           | 20 mar.       |
| 16 gen.     | 10-3        | Scandianese-Marzotto Valdagno     | 3-2           | 20 mar.       |
| 12 gen.     | 2-1         | Trissino-Modena                   | 2-2           | 20 mar.       |
| 12 gen.     | 3-8         | Bassano 54-Novara                 | 3-5           | 16 mar.       |
| 12 gen.     | 3-11        | Sporting 93 Lodi-Amatori Vercelli | 4-10          | 20 mar.       |

| Andata (7ª) | Andata (7ª) | Settima giornata                   | Ritorno (18ª) | Ritorno (18ª) |
|             |             |                                    |               |               |
| 23 gen.     | 3-2         | Amatori Vercelli-Marzotto Valdagno | 2-1           | 27 mar.       |
| 23 gen.     | 0-5         | Breganze-Prato                     | 3-4           | 27 mar.       |
| 23 gen.     | 3-11        | Forte dei Marmi-Novara             | 1-14          | 27 mar.       |
| 19 gen.     | 3-2         | Scandianese-Trissino               | 1-1           | 27 mar.       |
| 19 gen.     | 4-1         | Modena-Salerno                     | 3-9           | 27 mar.       |
| 23 gen.     | 11-5        | Bassano 54-Sporting 93 Lodi        | 7-3           | 27 mar.       |

| Andata (8ª) | Andata (8ª) | Ottava giornata                   | Ritorno (19ª) | Ritorno (19ª) |
|             |             |                                   |               |               |
| 30 gen.     | 6-5         | Marzotto Valdagno-Forte dei Marmi | 2-3           | 3 apr.        |
| 30 gen.     | 3-3         | Prato-Scandianese                 | 3-4           | 3 apr.        |
| 26 gen.     | 6-1         | Novara-Modena                     | 7-2           | 3 apr.        |
| 30 gen.     | 4-3         | Trissino-Bassano 54               | 5-10          | 3 apr.        |
| 30 gen.     | 1-3         | Salerno-Amatori Vercelli          | 1-2           | 3 apr.        |
| 30 gen.     | 3-4         | Sporting 93 Lodi-Breganze         | 3-3           | 3 apr.        |

| Andata (9ª) | Andata (9ª) | Nona giornata                    | Ritorno (20ª) | Ritorno (20ª) |
|             |             |                                  |               |               |
| 6 feb.      | 2-5         | Forte dei Marmi-Amatori Vercelli | 1-9           | 10 apr.       |
| 6 feb.      | 6-3         | Scandianese-Breganze             | 3-1           | 10 apr.       |
| 6 feb.      | 5-2         | Novara-Salerno                   | 7-2           | 10 apr.       |
| 6 feb.      | 4-4         | Trissino-Sporting 93 Lodi        | 7-3           | 10 apr.       |
| 6 feb.      | 3-4         | Modena-Marzotto Valdagno         | 2-4           | 10 apr.       |
| 5 feb.      | 1-5         | Bassano 54-Prato                 | 9-6           | 10 apr.       |

| Andata (10ª) | Andata (10ª) | Decima giornata           | Ritorno (21ª) | Ritorno (21ª) |
|              |              |                           |               |               |
| 9 feb.       | 2-2          | Amatori Vercelli-Novara   | 1-3           | 17 apr.       |
| 13 feb.      | 1-8          | Breganze-Trissino         | 4-3           | 17 apr.       |
| 9 feb.       | 2-2          | Marzotto Valdagno-Salerno | 2-5           | 17 apr.       |
| 13 feb.      | 13-4         | Prato-Sporting 93 Lodi    | 8-4           | 17 apr.       |
| 13 feb.      | 2-1          | Forte dei Marmi-Modena    | 5-5           | 17 apr.       |
| 13 feb.      | 3-0          | Scandianese-Bassano 54    | 4-4           | 17 apr.       |

| Andata (11ª) | Andata (11ª) | Undicesima giornata          | Ritorno (22ª) | Ritorno (22ª) |
|              |              |                              |               |               |
| 16 feb.      | 9-1          | Novara-Marzotto Valdagno     | 10-0          | 24 apr.       |
| 20 feb.      | 1-1          | Trissino-Prato               | 4-5           | 24 apr.       |
| 20 feb.      | 3-4          | Modena-Amatori Vercelli      | 0-9           | 24 apr.       |
| 20 feb.      | 6-2          | Bassano 54-Breganze          | 7-4           | 24 apr.       |
| 16 feb.      | 6-4          | Salerno-Forte dei Marmi      | 7-4           | 24 apr.       |
| 20 feb.      | 3-5          | Sporting 93 Lodi-Scandianese | 9-10          | 24 apr.       |

## Verdetti
| Verdetto                        | Club                               |
| ------------------------------- | ---------------------------------- |
| Campione d'Italia 1998-1999     | Novara (31º titolo)                |
| CERH Champions League 1999-2000 | Novara Prato Primavera Scandianese |
| Coppa CERS 1999-2000            | Roller Salerno Bassano             |
| Retrocesse in Serie A2          | Breganze Forte dei Marmi           |

## Statistiche del torneo

### Record squadre
- Maggior numero di vittorie: Amatori Vercelli e Novara (20)
- Minor numero di vittorie: Forte dei Marmi e Sporting 93 Lodi (3)
- Maggior numero di pareggi: Scandianese e Trissino (6)
- Minor numero di pareggi: Amatori Vercelli (1)
- Maggior numero di sconfitte: Breganze (16)
- Minor numero di sconfitte: Novara (0)
- Miglior attacco: Novara (179 reti realizzate)
- Peggior attacco: Breganze (56 reti realizzate)
- Miglior difesa: Amatori Vercelli (41 reti subite)
- Peggior difesa: Sporting 93 Lodi (144 reti subite)
- Miglior differenza reti: Novara (+130)
- Peggior differenza reti: Breganze (-68)

### Classifica cannonieri
| Gol |  |  | Giocatore            | Squadra         |
| --- |  |  | -------------------- | --------------- |
| 70  |  |  | Alessandro Michielon | Novara          |
| 44  |  |  | Francesco Dolce      | Prato Primavera |
| 36  |  |  | Alberto Orlandi      | Novara          |
| 34  |  |  | Francesco Amato      | Roller Salerno  |
| 34  |  |  | Enea Monteforte      | Bassano         |